# Орден Святителя Николая Чудотворца (1920)
О́рден Святи́теля Никола́я Чудотво́рца — воинская награда времён Гражданской войны в России. Учреждён приказом Главнокомандующего Вооружёнными силами на Юге России генерала П. Н. Врангеля от 30 апреля (13 мая) 1920 года № 3089 (в этот же день было утверждено и Временное положение об ордене). Предназначался для награждения чинов Русской армии — как генералов, адмиралов, штаб- и обер-офицеров, так и солдат (последние могли получить орден только в случае наличия у них Георгиевского креста не ниже 3-й степени).

## Степени ордена и правила ношения
Орден имел две степени:
- 1-я степень представляла собой крест, который полагалось носить на шейной ленте;
- 2-я степень — крест, носившийся на колодке на левой стороне груди.

Данная награда в целом приравнивалась к ордену Святого Георгия, однако её знак (крест) 1‑й степени должен был носиться на шее ниже знака ордена Святого Георгия 3‑й степени, а знак 2‑й степени — на груди левее знака ордена Святого Георгия 4‑й степени.

## Описание знаков ордена
Знак ордена соответствовал по форме Георгиевскому кресту. На лицевой его стороне в центре находился круглый медальон с образом Святителя Николая Чудотворца, который изображался на знаке в основном с непокрытой головой (только на некоторых более поздних образцах награды, изготовленных в европейских мастерских, его голова покрыта митрой). Вокруг центрального медальона были начертаны слова девиза ордена: ВЕРОЙ СПАСЁТСЯ РОССИЯ (эта надпись окружалась венком). На оборотной стороне знака ордена в центре — круглый венок, внутри которого — горизонтальные полосы белого, синего и красного цветов (на них имелась надпись «30 апреля 1920» — дата учреждения ордена по старому стилю).
Знак ордена 1‑й степени по размеру должен был соответствовать знаку (кресту) ордена Святого Георгия 3‑й степени, а знак 2‑й степени — знаку ордена Святого Георгия 4‑й степени. Как и прежде у Георгиевских наград, на знаке ордена Святителя Николая Чудотворца для награждения лиц нехристианского вероисповедания вместо изображения святого Николая помещался государственный герб России — двуглавый орёл.
Орденская лента — цветов российского национального флага (бело-сине-красная).
Первые знаки ордена изготавливались из сплавов железа, поскольку во время войны трудно было наладить производство наград из драгоценных металлов. Эмалью первые знаки ордена не покрывались. Скромный внешний вид ордена подчёркивал всю сложность обстановки, в которой находились Вооружённые силы на Юге России.
Помимо знаков ордена, изготовленных в Крыму и в Галлиполийском лагере Русской армии, в настоящее время известны несколько типов знаков (крестов) ордена Святителя Николая Чудотворца, которые были сделаны в разных европейских ювелирных мастерских:
- знаки производства фирмы «Годэ» (Берлин, 1921 год; материал — бронза оксидированная, эмаль);

- знаки, изготовленные в Болгарии для чинов Всевеликого войска Донского по заказу председателя Донского правительства генерал-майора В. А. Апостолова (1920—1922 годы; бронза или бронза оксидированная, эмаль);

- знаки, изготовленные в Белграде (1920-е годы; серебро оксидированное, эмаль);

- знаки ордена, изготовленные небольшой партией для кавалеров, не получивших ранее свою награду (Париж, 1930-е годы; бронза, эмаль)[7].

Несколько экземпляров знаков ордена заказал в конце 1940-х годов также Кружок любителей русской военной старины в Париже.

## Награждения орденом
Подход к награждению орденом Святителя Николая Чудотворца был весьма строгим. Согласно Временному положению об ордене предусматривалось, что:

«Орденом Св. Николая Чудотворца может быть награждён лишь тот, кто презрев очевидную опасность и явив доблестный пример неустрашимости, присутствия духа и самоотвержения, совершит отличный воинский подвиг, увенчанный полным успехом и доставивший явную пользу».

Для рассмотрения вопроса о награждении назначалась Орденская следственная комиссия из трёх человек, в задачи которой входило выяснение обстоятельств совершённого подвига. Затем комиссия передавала своё заключение на рассмотрение Кавалерской думы. Дума, в свою очередь, принимала соответствующее постановление о награждении, которое после утверждал Главнокомандующий Русской армией (в исключительных случаях решение о награждении орденом единолично мог принимать сам Главнокомандующий без рассмотрения данного вопроса Кавалерской думой).

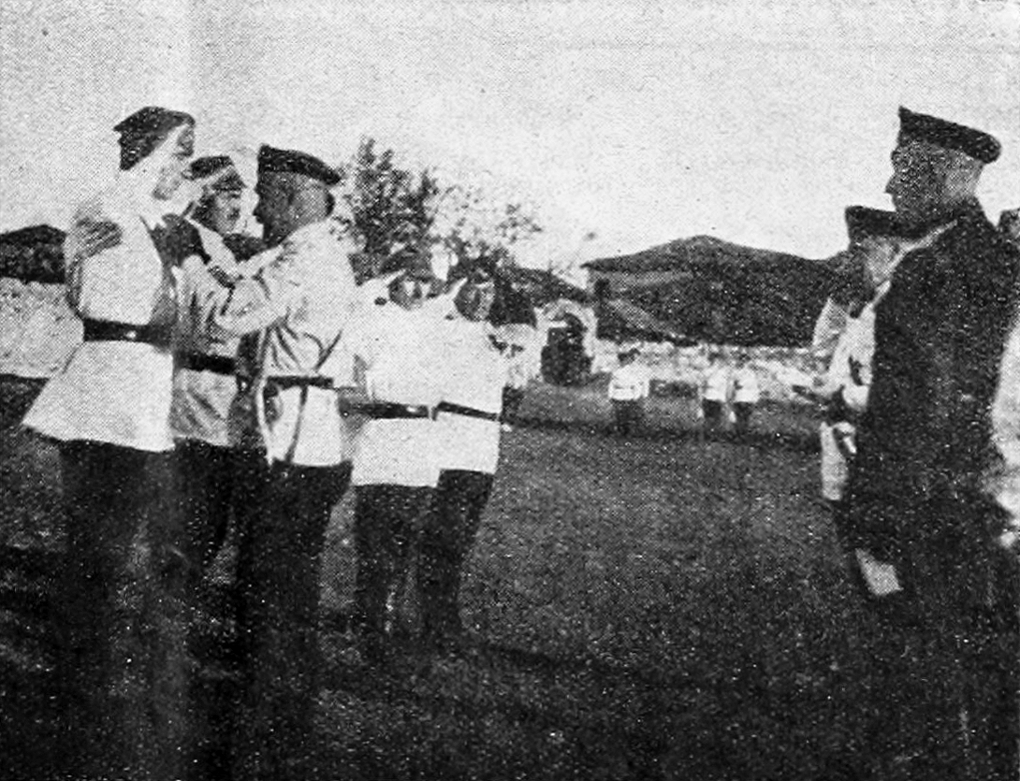
Одно из последних награждений орденом Святителя Николая Чудотворца. Генерал Кутепов вручает награды в лагере близ Галлиполи.
Лето 1921 года

Офицеры, награждённые орденом Святителя Николая Чудотворца, имели особое льготное право по производству в следующий чин (этим правом они могли воспользоваться только один раз за весь срок военной службы). В свою очередь, солдаты, награждённые орденом второй степени, производились в подпрапорщики, а получившие первую степень должны были получить чин подпоручика.
Кроме этого, кавалерам ордена предполагалось предоставлять некоторые дополнительные привилегии: по наделению землёй; по воспитанию их детей в учебных заведениях за казённый счёт; по преимущественному устройству оставивших военную службу из-за ранения или болезни на административную должность; по сокращению выслуги для получения пенсии при выходе в отставку по ранению или болезни. Для попечения о лицах, награждённых орденом, и материальной помощи членам их семей учреждался Комитет ордена Святителя Николая Чудотворца.
Первой степенью ордена Святителя Николая Чудотворца никто награждён не был. В свою очередь, второй степени удостоились 337 человек. Первое награждение орденом произошло в мае 1920 года, последнее отмечено в июне 1922 года. Награждения имели место и в Крыму, и во время пребывания Русской армии в лагерях в Галлиполи и других местах, и после оставления их и перемещения на Балканы. При этом до эвакуации Русской армии из Крыма было награждено 115 человек (или по другим данным, только 95 человек), из них 23 — получили награды посмертно или впоследствии погибли в боях. Число награждений орденом по категориям чинов в целом распределилось следующим образом: генералы (включая одного контр-адмирала) — 25, штаб-офицеры — 100, обер-офицеры — 192, нижние чины (включая юнкеров) — 21.
Первым кавалером ордена Святителя Николая Чудотворца 2‑й степени стал поручик (по другим данным, штабс-капитан) 3‑го отряда 1‑го танкового дивизиона Русской армии Г. Любич-Ярмолович, который отличился командуя танком «Генералиссимус Суворов» при прорыве укреплённой линии Красной армии, атаковав артиллерийскую батарею и захватив при этом одно орудие противника [приказы Главнокомандующего от 26 мая (8 июня) 1920 года № 3241 и от 1 (14) августа 1920 года № 3496].
Среди кавалеров ордена: высшее командование Русской армии — генералы П. Н. Врангель (постановление Кавалерской думы ордена о его награждении принято в ноябре 1921 года), А. П. Кутепов, Я. А. Слащёв, С. Г. Улагай, П. К. Писарев, начальники и командиры отборных «цветных частей» (Корниловской и Дроздовской дивизий, Алексеевского пехотного полка) — генералы Н. В. Скоблин, В. К. Витковский, А. В. Туркул, Г. К. Гравицкий, а также казачьи генералы — Ф. Ф. Абрамов, А. К. Гусельщиков, Н. Г. Бабиев и М. А. Фостиков, кавалерийский генерал И. Г. Барбович и начальник авиации Русской армии генерал В. М. Ткачёв. Получили орден и пять чинов флота, в том числе контр-адмирал Н. Н. Машуков.
Меч, украшенный знаком ордена и орденскими бело-сине-красными лентами, был возложен чинами Русского Обще-Воинского союза (РОВС) ко гробу скончавшегося в апреле 1928 года генерала П. Н. Врангеля.

## Кавалерская дума
Согласно тексту Временного положения об ордене от 30 апреля (13 мая) 1920 года, Кавалерская дума ордена состояла из пяти человек. Все они должны были являться кавалерами ордена Святителя Николая Чудотворца (однако в случае недостатка таковых членами Думы могли стать кавалеры ордена Святого Георгия).
Первый раз Кавалерскую думу ордена собрали только спустя четыре месяца после учреждения самого ордена — 30 августа (12 сентября) 1920 года. В её состав вошли семь человек (хотя во Временном положении об ордене говорилось лишь о пяти). Первым председателем орденской Думы стал генерал от кавалерии А. М. Драгомиров.
По состоянию на 15 (28) ноября 1921 года, в составе Орденской Николаевской думы находились: председатель Думы — генерал-майор Скоблин, члены Думы — полковник Раппонет, полковник Левитов, полковник Петренко, подполковник Гончаров, подполковник Никитин и капитан Чапов (именно этот состав Думы принял постановление с просьбой к Главнокомандующему Русской армией генералу Врангелю принять орден Святителя Николая Чудотворца 2-й степени в качестве награды за военные заслуги).

## Коллективные награды

### В Русской армии
Знаки ордена Святителя Николая Чудотворца, прикреплённые к навершиям наградных Николаевских знамён, в 1920 году получили девять полков Русской армии (1—3‑й Корниловские ударные, 1—3‑й Марковские пехотные и 1—3‑й Дроздовские стрелковые). Есть также противоречивые сведения, согласно которым Николаевскими знамёнами в 1921 году награждены два военных училища — Константиновское и Кубанское Алексеевское (или, по другим данным, Николаевское знамя получил Гундоровский Георгиевский полк). Однако по сведениям историка С. В. Волкова и иным источникам, указанным военным училищам и Гундоровскому полку были пожалованы только серебряные трубы с лентами ордена Святителя Николая Чудотворца.
Наградные знамёна ордена Святителя Николая Чудотворца учреждены, как и сам орден, Главнокомандующим Русской армией генералом П. Н. Врангелем в апреле 1920 года. Они были выполнены по образцу русских полковых знамён 1883 года. Николаевское знамя представляло собой белое полотнище с круглой цветной иконой Николая Чудотворца, золотыми узором и надписью «Верою спасётся Россия» на лицевой стороне; на оборотной стороне — вензель шефа полка, окружённый лавровой и дубовой ветвями (внизу, в месте пересечения ветвей, помещался орденский крест), и цветная рамка (у корниловцев — красная, у марковцев — чёрная, у дроздовцев — малиновая). По периметру знамени с двух сторон шла кайма одного из полковых цветов (у корниловцев и марковцев — чёрная, у дроздовцев — малиновая). Знамя имело серебряное навершие — шар с установленным на нём восьмиконечным православным крестом; к навершию крепился знак ордена Святителя Николая Чудотворца и бело-сине-красные орденские ленты с кистями (кроме этого, древко знамени имело металлическую скобу с выгравированной надписью о пожаловании знамени).
В августе 1920 года приказом генерала Врангеля учреждён авиационный флаг с лентами и знаком ордена Святителя Николая Чудотворца. В данном приказе оговаривалось, что рисунок награды будет утверждён дополнительно, поэтому до сих пор остаётся неизвестным внешний вид этого отличия. Указанный флаг был присвоен 1‑му, 3‑му, 5‑му и 8‑му авиационным отрядам Русской армии, однако нет никаких сведений о том, что этим авиаотрядам фактически успели вручить подобные флаги.
4 (17) сентября 1920 года учреждён вымпел и для автоброневых и танковых частей, украшенный лентами и знаком ордена — рисунки этого отличия также не сохранились. За бои в Северной Таврии вымпелом ордена Святителя Николая Чудотворца наградили 3‑й танковый отряд Русской армии (по другим данным, этим вымпелом был награждён весь 1‑й танковый дивизион, куда входил и 3‑й отряд).
К Николаевским отличиям относились и наградные серебряные трубы с бело-сине-красными лентами ордена Святителя Николая Чудотворца (их получил целый ряд артиллерийских батарей, конных и казачьих полков, конный дивизион, а также несколько военных училищ). Помимо этого, два казачьих полка были награждены орденскими лентами к пожалованным ранее серебряным трубам.

### На флоте
Приказом Главнокомандующего Вооружёнными силами Юга России генерала Врангеля от 26 июня (9 июля) 1920 года № 117/190 в качестве коллективной военно-морской награды отличившимся кораблям русского флота был учреждён Николаевский вымпел. Из текста приказа следовало, что он представлял собой обычный присвоенный данному кораблю (судну) вымпел (общий либо Георгиевский), однако имевший косицы из трёх горизонтальных полос: белой, синей и красной (то есть орденских цветов). При этом предполагалось, что указанный вымпел, помимо кораблей, которым он был непосредственно пожалован, впоследствии смогут нести и корабли, названные в честь награждённых.
Кроме того, тем же приказом учреждались Николаевские брейд-вымпелы, Николаевский адмиральский флаг и Николаевский Георгиевский адмиральский флаг (указанные брейд-вымпелы и флаги могли подниматься исключительно на кораблях, награждённых Николаевскими вымпелами). Николаевские брейд-вымпелы отличались от обычных брейд-вымпелов наличием трёхцветных бело-сине-красных косиц. Николаевский адмиральский флаг представлял собой белое полотнище с синим диагональным крестом (то есть Андреевский флаг) с размещённой в центре креста круглой трёхцветной кокардой (красный круг, последовательно обведённый полосами синего и белого цветов). Николаевский Георгиевский адмиральский флаг имел вокруг центрального щита с изображением святого Георгия Победоносца трёхцветную ленту: первая полоса от щита — красного цвета, вторая — синего и третья — белого.
В тот же день приказом генерала Врангеля Николаевский вымпел пожалован канонерским лодкам «Страж» и «Грозный», речным канонерским лодкам «Алтай» и «Урал», вооружённым ледоколам «Ледокол № 1» (позднее — «Всадник») и «Гайдамак», вооружённым катерам «Мария», «Азовец», «Никола Пашич», «Димитрий», «Пантикопея» и «Меотида».

## Кавалерский праздник
- Кавалерским праздником ордена было установлено 9 (22) мая[1][2][3] — день православного праздника в честь Николая Чудотворца.
- Список кавалеров ордена Святителя Николая Чудотворца.

## Орден в геральдике
В современном гербе А. Н. Севастьянова, утверждённом Коллегией Департамента герольдии Российского дворянского собрания 20 сентября 1994 года, помещён шлем «со знаком ордена Святителя Николая Чудотворца на орденской ленте на шее» (СГЭ I, 23).

Кавалеры ордена Святителя Николая Чудотворца
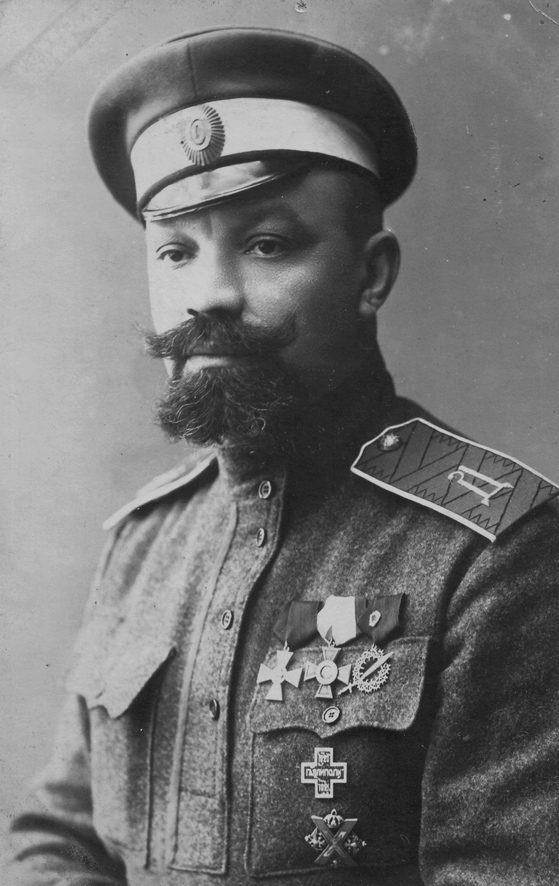
А. П. Кутепов
А. К. Гусельщиков
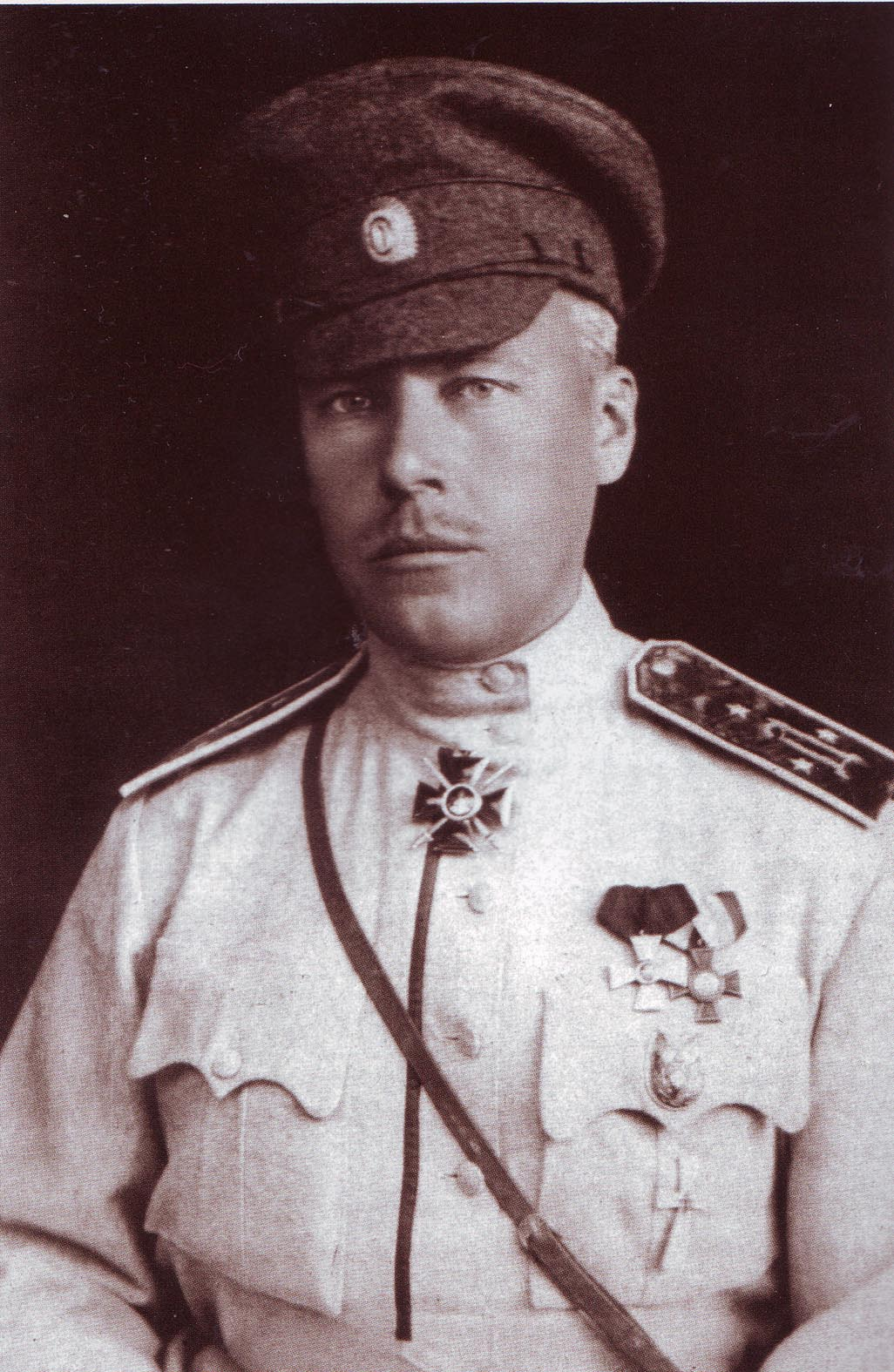
В. К. Витковский
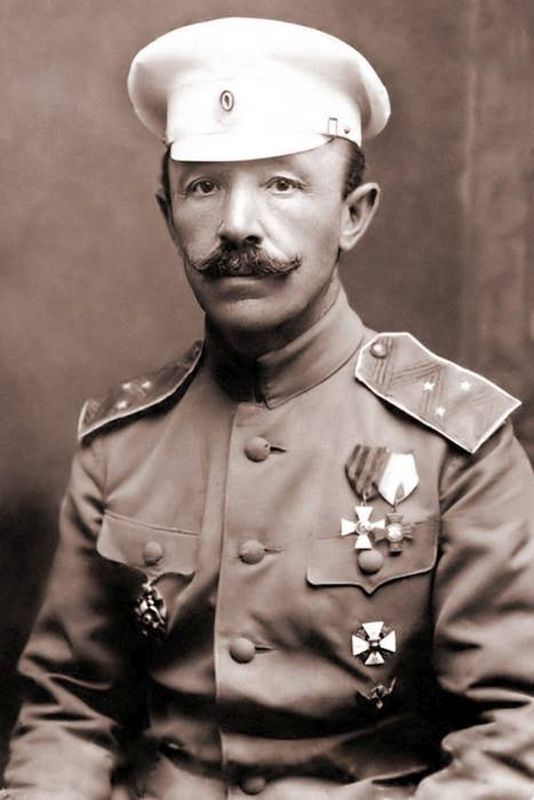
И. Г. Барбович
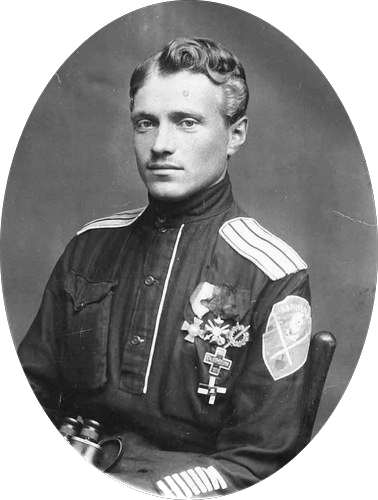
М. Н. Левитов
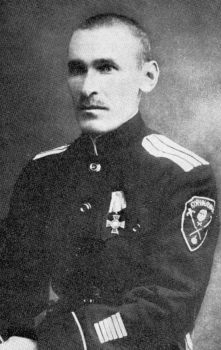
В. П. Щеглов

## Комментарии
1. ↑  В документах 1920-х годов, в частности, в постановлении Кавалерской думы ордена от 15 (28) ноября 1921 года встречается и такое название этой награды — орден Святого Николая Чудотворца.
2. ↑  28 апреля (11 мая) 1920 года Вооружённые силы на Юге России (ВСЮР) были переименованы в Русскую армию. При этом вплоть до осени 1920 года параллельно использовалось и прежнее название.
3. ↑  А. А. фон Лампе указывает в своей работе цифру 338 (см. А. А. фон Лампе. Пути верных: Сборник статей. Париж, 1960 год). Однако командир 1-го Донского казачьего полка полковник С. А. Рябышев упомянут у него дважды в списке награждённых — согласно приказам Главнокомандующего от 24 января 1921 года № 31 и от 10 июля 1921 года № 239. В числе кавалеров ордена называются и другие лица, отсутствующие в списке Лампе, например, Н. В. Шинкаренко (за отличия в боях в Северной Таврии 12—17 августа 1920 года).